# Přehořov
Přehořov település Csehországban, a Tábori járásban. Přehořov Mezná, Doňov, Zvěrotice, Tučapy, Třebějice, Dírná és Soběslav településekkel határos. Lakosainak száma 341 fő (2024. január 1.).

## Népesség
A település lakosságának változását az alábbi diagram mutatja:
| Lakosok száma | 755  | 695  | 637  | 459  | 353  | 313  | 367  | 353  | 335  | 341  |
|               | 1869 | 1890 | 1921 | 1950 | 1980 | 2001 | 2017 | 2019 | 2022 | 2024 |